# Вільчиці (Легницький повіт)
Вільчиці (пол. Wilczyce) — село в Польщі, у гміні Кротошиці Легницького повіту Нижньосілезького воєводства.
Населення — 470 осіб (2011).
У 1975-1998 роках село належало до Легницького воєводства.

## Демографія
Демографічна структура станом на 31 березня 2011 року:
|          | Загалом | Допрацездатний вік | Працездатний вік | Постпрацездатний вік |
| -------- | ------- | ------------------ | ---------------- | -------------------- |
| Чоловіки | 231     | 49                 | 163              | 19                   |
| Жінки    | 239     | 39                 | 158              | 42                   |
| Разом    | 470     | 88                 | 321              | 61                   |